# Eine verschwundene Welt – die Geschichte des jüdischen Radautz
Der Dokumentarfilm Eine verschwundene Welt – die Geschichte des jüdischen Radautz wurde 2005 vom Filmemacher Emil Rennert produziert.

## Handlung
Radautz ist eine Kleinstadt in der südlichen Bukowina im heutigen Rumänien. Die Bukowina war eine Region, in der viele verschiedene Ethnien friedlich miteinander lebten. Eine der größten Bevölkerungsgruppen, die jüdische, wurde aber fast vollkommen vernichtet und aus der Bukowina vertrieben. Dieser Film zeichnet die Lebensgeschichte der letzten Überlebenden des Holocaust nach und berichtet von der Zeit, in der die Bukowina noch als vielsprachiges und multiethnisches Land existierte.
Der Film beschreibt die vergangene Welt der fruchtbaren Koexistenz unterschiedlichster Menschen und der reichen jüdischen Kultur in der Bukowina im Allgemeinen und in Radautz im Speziellen. Bei den Wiener Video & Filmtagen 2004 wurde eine erste Version von „Eine verschwundene Welt“ ausgezeichnet. Die nun vorliegende neue Fassung wurde bei der Jüdischen Filmwoche 2005 in Wien präsentiert.
Yad Vashem in Jerusalem, das Centre de recherche français de Jérusalem sowie das Leo Baeck Institut New York führen den Film.

## Veröffentlichungen
- Der Wiener Verlag „Edition Exil“ hat den Film Eine verschwundene Welt als DVD herausgegeben. (ISBN 3-901899-28-6)